# 권한진
권한진(한국 한자: 權韓眞, 1988년 5월 19일 ~ )은 대한민국의 축구 선수이며 포지션은 수비수이다. 현재 부산 아이파크에서 활약하고 있다.

## 클럽 경력
경희대학교에서는 센터백과 스트라이커 자리를 오가며 활약하였다.
2011년 여름 가시와 레이솔에 입단한 후 수비수로 완전히 전향하였다. 2012년 10월 20일 산프레체 히로시마와의 경기에서 J리그 데뷔골을 기록하였다. 2013년 전반기엔 쇼난 벨마레, 후반기엔 자스파구사쓰 군마에서 임대 신분으로 활약하였고 시즌 종료 후 자스파구사쓰로 완전 이적하였다.
2015년 로아소 구마모토로 이적하였다.
2016년 제주 유나이티드로 이적하였다. 2016년 3월 13일 인천 유나이티드와의 K리그 클래식 2016 개막전에 출전하면서 제주 소속으로 첫 경기를 치렀고, 이 경기에서 후반 38분 득점을 기록하며 제주 이적 후 첫 골을 터뜨렸다.
2022시즌을 앞두고 대전 하나 시티즌에 입단했다.